# 罗伯茨角 (美国)
罗伯茨角（在当地称为或 ）是美国华盛顿州霍特科姆县的一个普查规定居民点（CDP），邮政编码为98281，在2010人口普查中的人口为1,314人。此地是美国本土48州的一部分，但是它并不与美国本土48州的其它部分在陆地上相连，而是位於加拿大卑诗省温哥华市市郊的三角洲南面的措瓦森半岛的最南端，使其成為美国的一块飞地。它位于。要想从美国其它地方通过陆路前往罗伯茨角，只能先入境加拿大。要想直接前往华盛顿州及美国的其它地方且不入境加拿大，可以通过海路或空中穿越边界湾（Boundary Bay）。
罗伯茨角的领土争端起于19世纪中期，当时英国和美国通过《俄勒冈条约》解决了太平洋西北部的美加边界争端（当时加拿大为英国属地）。双方都同意以北纬49度线作为两国边界，但他们忽略了包含罗伯茨角（位于北纬49度线）在内的小地区。自该领土争端产生以来，曾有人提出关于将该领土割让给英国，后来又有人主张割让给加拿大，但其地位一直没有改变。

## 历史

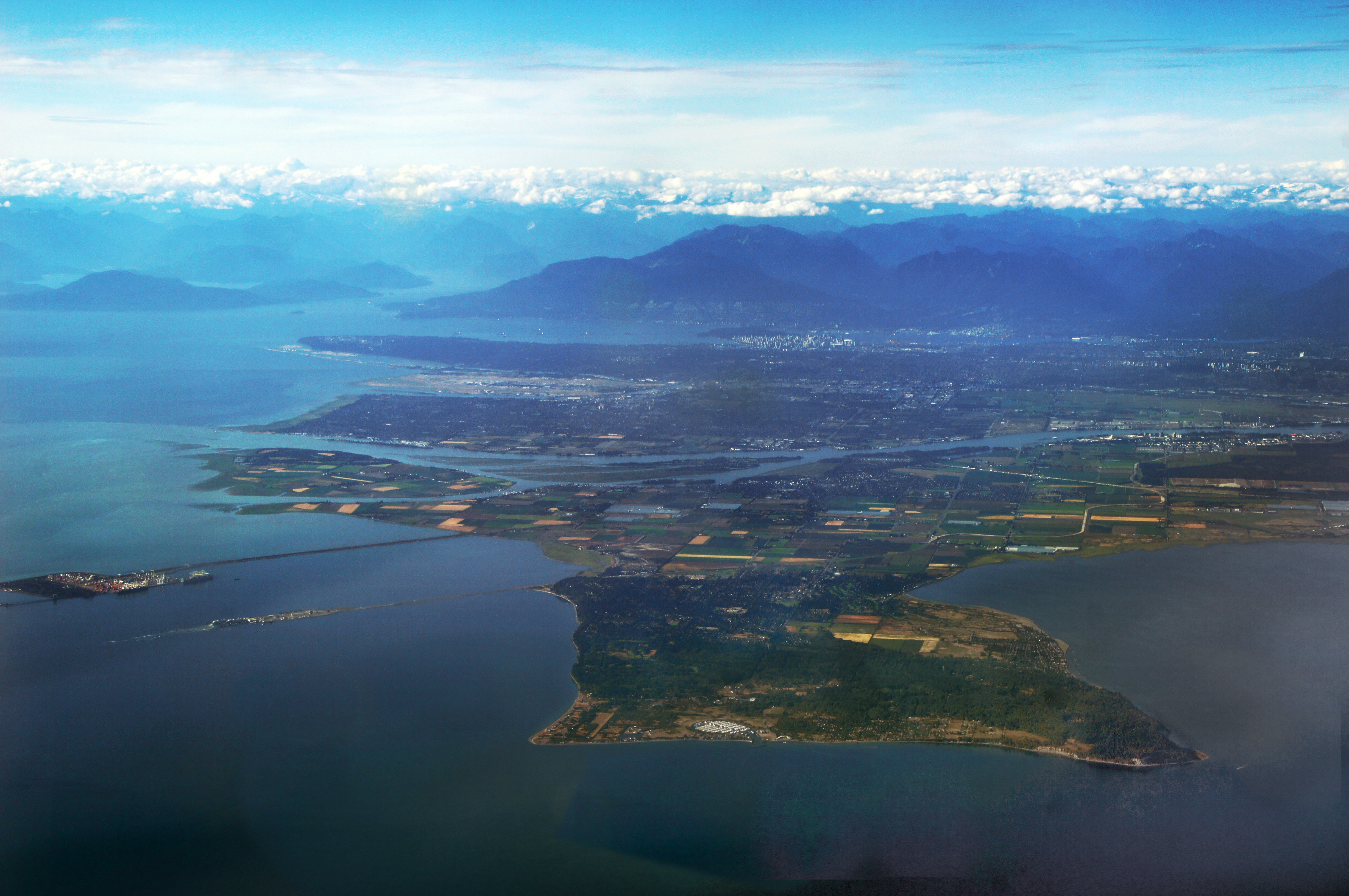
从空中由南往北拍摄罗伯茨角，罗伯茨角北边是温哥华

第一批到达罗伯茨角的欧洲人是1791年在西班牙航海家Francisco de Eliza领导下的探险队的成员。在Francisco de Eliza探险队绘制的地图上，罗伯茨角被称为“Isla de Cepeda”或“Isla de Zepeda”。1792年，由乔治·温哥华领导的英国探险队和Dionisio Alcalá Galiano领导的西班牙探险队在罗伯茨角附近相遇。1792年6月13日上午，两艘西班牙探险船经加利亚诺岛进入边界湾并证实罗伯茨角不是一个岛屿，因此改名为 “Punta Cepeda”。西班牙探险队驾船在绕过罗伯茨角后遇到了英国皇家海军探险船HMS Chatham，这是乔治·温哥华探险队中的一艘船。双方进行了接触，并共享信息，共同绘制了乔治亚海峡的地图。
罗伯茨角现在的名字是乔治·温哥华起的，乔治·温哥华是以他的朋友亨利·罗伯茨（Henry Roberts）的名字命名的，亨利·罗伯茨最初被任命为探险队的指挥官。罗伯茨角于1846年获得现在的政治地位，当时《俄勒冈条约》将北纬49度线定为当时英美边界中的落基山脉至乔治亚海峡段（今美加边界，当时加拿大为英国属地）。

### 与罗伯茨角有关的国界条约
罗伯茨角是19世纪上半叶俄勒冈地区英美领土争议的一部分。“俄勒冈地区”这个名字是美国对该地区的称呼，夹在当时属于墨西哥的加利福尼亚和俄属北美（今美国阿拉斯加州）之间，英国将该地区称为“哥伦比亚地区”。美国扩张主义者、民主党党员、时任美国参议院印第安纳州代表Edward A. Hannegan曾怂恿时任美国总统詹姆斯·诺克斯·波尔克将“俄勒冈地区”的北部边界定为“北纬54度40分线”。当时民主党还有一个“要么北纬54度40分线，要么战争”的竞选口号。
尽管当时的美国政府宣称拥有全部“俄勒冈地区”的主权，即使哥伦比亚河流域北部只有一个美国居民（前英国人）。但时任美国总统詹姆斯·诺克斯·波尔克和时任国务卿詹姆斯·布坎南主张将边界定为横穿温哥华岛的北纬49度线，除位于温哥华岛的自由港外英国在这条线以南的美国领土不享有任何经济特权。英国拒绝了这一提议，美国也很快撤回了这一提议。
1846年4月18日，伦敦方面接到通知，美国国会通过了废除了《1818年条约》的决议。
英国特使理查德·帕肯哈姆（Richard Pakenham）被告知，美国所能做出的最大让步仅在于在温哥华岛处向南弯曲北纬49度线边界至与温哥华岛平行，使英属北美拥有整个温哥华岛。维多利亚堡将成为英国在温哥华岛上殖民的中心。美国也将放弃位于北纬49度线以北的“低陆平原”地区的主权。
英国外交大臣乔治·汉密尔顿-戈登提议将北纬49度线边界仅作为英美在北美大陆上的边界，且英国拥有整个温哥华岛。《俄勒冈条约》于1846年6月15日缔结。
在对相关背景缺乏足够了解的前提下，将北纬49度线定为国界其实有些草率。比如，国界勘分委员会中的英国政府代表发现，若采用该方案，罗伯茨角（一个半岛）将成为孤立于美国本土的飞地。为此，英国政府指示国界勘分委员会中的英国代表海军上校詹姆斯·查尔斯·普雷沃斯特（James Charles Prevost）向美国主张让罗伯茨角成为英国的一部分；因为罗伯茨角若留在美国，美国管理罗伯茨角将十分不便。同时指示詹姆斯·查尔斯·普雷沃斯特，如果美国不同意，英国则可在北美洲大陆上划分对等的领土给美国作为补偿。目前还不清楚美国代表是如何回应的，但是罗伯茨角最终成为了美国的一部分。

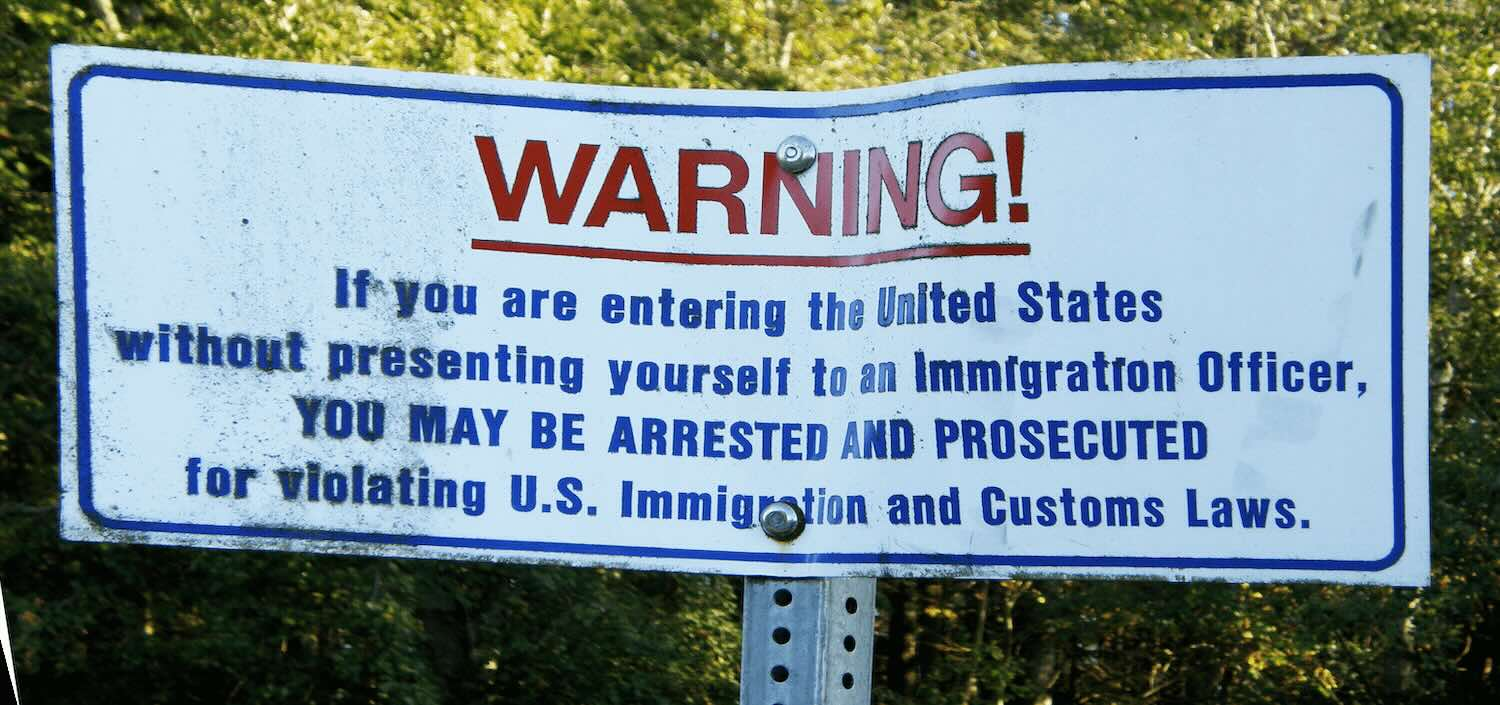
罗伯茨角美加边界标识（标识内容中文翻译：“警告！未经许可入境美国属违法行为，违者可能被逮捕并起诉。”）

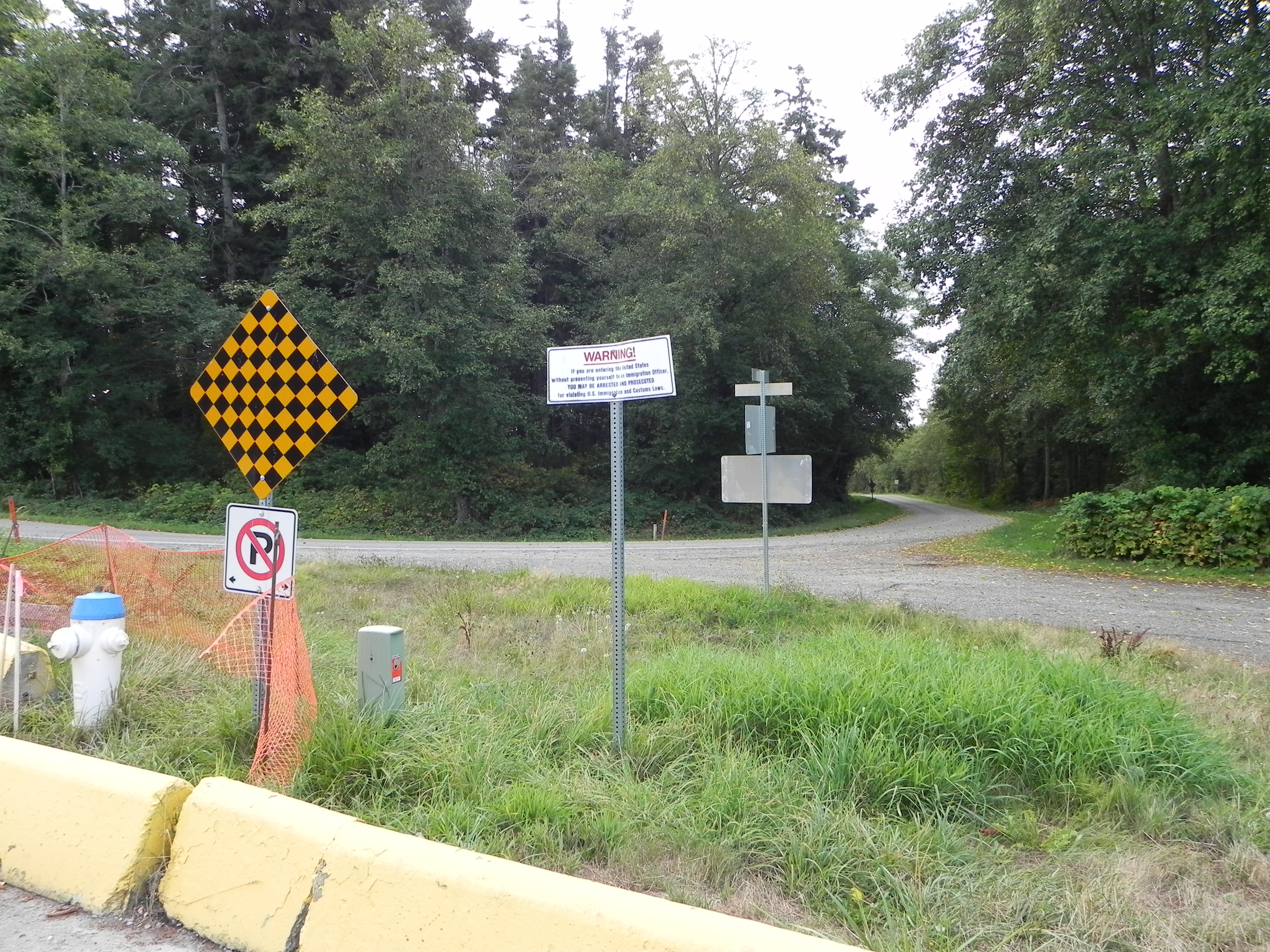
罗伯茨角美加边界界碑。拍摄于加拿大三角洲地方行政区一侧的English Bluff Road。

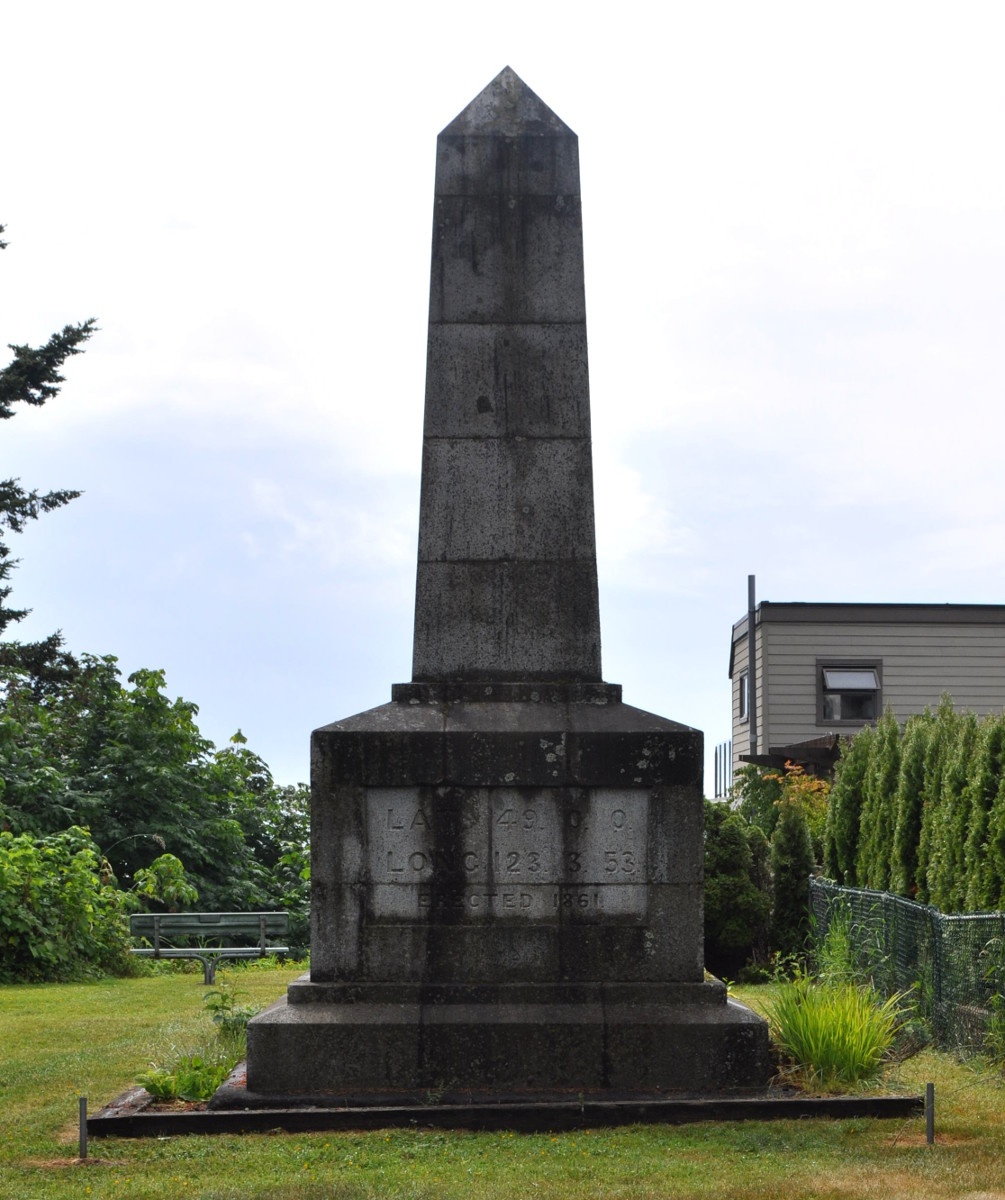
北纬49°线上的1号界碑，位于罗伯茨角西部的纪念碑公园（Monument Park），立于1861年。

### 与加拿大的关系
1858年加拿大弗雷泽河淘金热期间，一些来自加拿大不列颠哥伦比亚省维多利亚的淘金者为避税而来到罗伯茨角定居。他们的定居点称做罗伯特镇（Robert's Town），由六座木制建筑组成，包括一家商店和一家酒馆，但只维持了不到一年的时间。
1949年，有人主张罗伯茨角脱离美国加入加拿大。1973年，一场大旱导致罗伯茨角原有水井乾涸，缺水使得居住在罗伯茨角的美国居民和加拿大居民之间关系紧张。美国人威胁要切断加拿大居民的供水，并挂上写着“加拿大人回家”的标语，除非加拿大三角洲地方行政区同意供水。1987年8月28日签署的一项协议规定罗伯茨角水区每年从大温哥华水区购买原水。三角洲地方行政区消防局也会应罗伯茨角志愿消防局的请求提供协助。
2001年911事件后，包括罗伯特边检站在内的边境安全措施得到加强，致使过境者长时间滞留。

## 地理

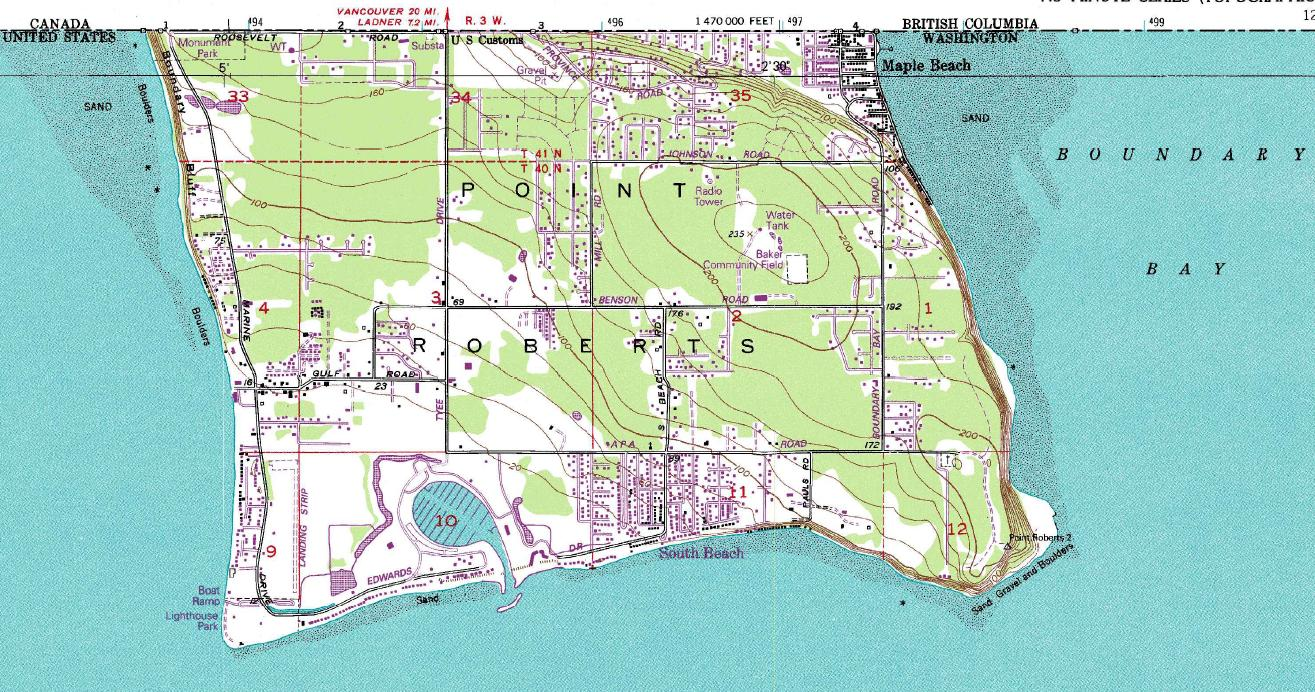
美国地质调查局绘制的罗伯茨角地图

罗伯茨角是美国的飞地，在陆地上不與美国本土相连，北边与加拿大接壤，通过边界湾属于美国的部分与美国本土相连（边界湾部分属于美国，部分属于加拿大）。罗伯茨角位于加拿大不列颠哥伦比亚省温哥华市中心以南22英里（35公里）处。因为其位于北纬49°线以南而属于美国，这是加拿大和美国在该地区的边界。美国50州类似的飞地还包括阿拉斯加州、明尼苏达州西北角、明尼苏达州Elm Point、佛蒙特州Alburgh镇、佛蒙特州Province Point，不过Alburgh镇可通过公路桥与佛蒙特州本土相连。
罗伯茨角北边是加拿大不列颠哥伦比亚省三角洲地方行政区，东边是边界湾，南边和西边是乔治亚海峡。罗伯茨角属于美国的部分南北长3千米，东西宽5千米，陆地面积12.65平方千米。

## 人口
根据2010年美国人口普查数据居住在罗伯茨角的居民有1314人，分属678个户口，372个家庭。其中白人占91.9%、非裔美国人占0.8%、美国原住民占0.8%、亚裔占4.5%、拉丁裔美国人占2.4%、混血占1.7%、其他族裔占0.3%。
年龄分布为：20岁以下16.2%，20岁至24岁3.0%，25岁至44岁16.2%，45岁至64岁40.7%，65岁及以上23.9%。年龄中位数为52.7岁。
家庭的收入中位数为58,672美元，家庭平均收入为75,724美元，人均收入为39696美元。
夏季的罗伯茨角会迎来来自加拿大的旅游者高峰。
罗伯茨角的居民还包括冰岛移民的后裔，第一批冰岛移民于19世纪90年代开始在罗伯茨角定居。
该区域有2068套住房，但其中只有678 套（33%）正在使用。

## 教育

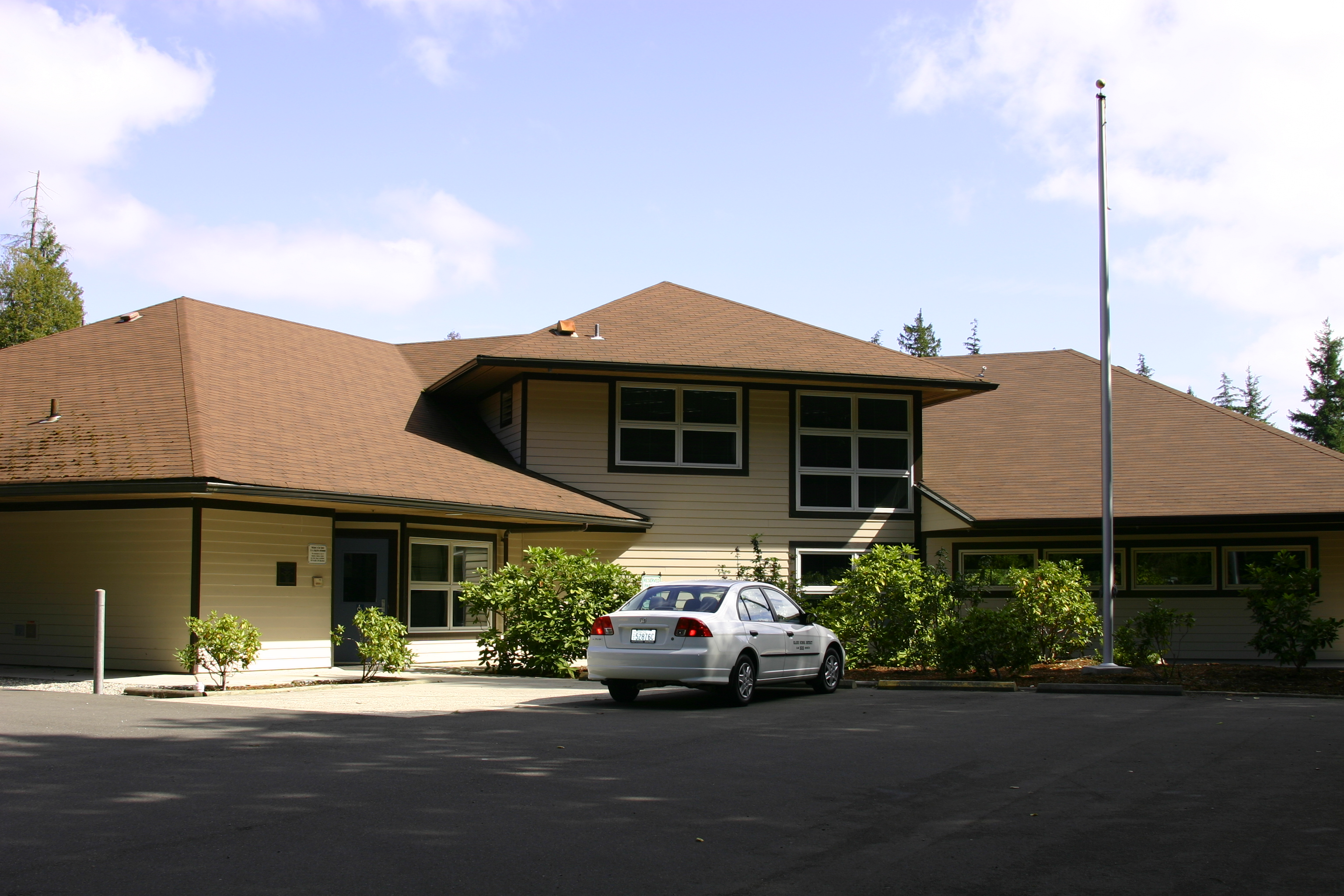
羅伯茨角小學

羅伯茨角小學是羅伯茨角唯一一所學校，但只提供幼稚園及小學一至三年級的教學。美國學生由四年級開始，要乘40分鐘車，經過不列顛哥倫比亞，再回到華盛頓州布萊恩上學。加拿大学生则可在不列顛哥倫比亞三角洲上学。

## 交通
该地区唯一的陆路口岸是“罗伯茨角—边界湾口岸”，其为美国本土48州最西的口岸，连接加拿大不列颠哥伦比亚省三角洲地方行政区和美国华盛顿州罗伯茨角。该口岸美国一侧的连接道路是Tyee Drive，加拿大一侧的连接道路是56街。另外，罗伯茨角还有小型机场——“罗伯茨角机场”和大型码头——“Point Roberts Marina Resort”对公众开放，这两种交通方式可以不经过加拿大进入华盛顿州本土。
美国华盛顿州罗伯茨角的Roosevelt Road延美加边界行进，横贯罗伯茨角。Roosevelt Road西端是围绕北纬49°线上的1号界碑而修建的小公园。

## 经济

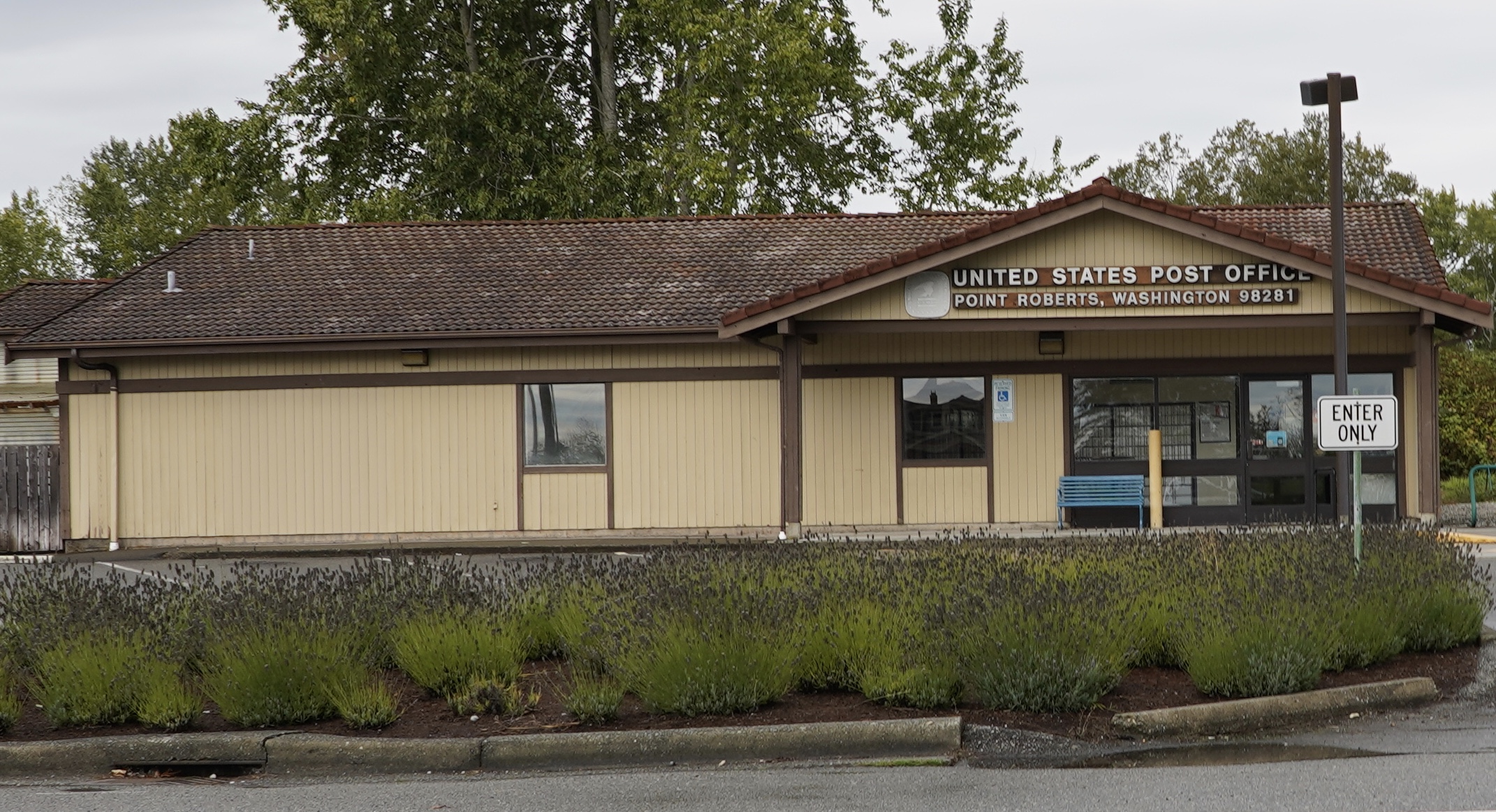
罗伯茨角邮局

罗伯茨角美加边界两侧的居民经常会互相到对方领土内购买“自己这边贵，对面便宜的商品”。许多加拿大人在星期天去酒吧和夜总会，直到1986年加拿大不列颠哥伦比亚省将星期天饮酒合法化。罗伯茨角有很多邮件代收商店以及加油站，以其便宜的油价和接近大温地区的地理位置吸引加拿大居民及邻近的美国驻温哥华总领事馆工作人员南下取货和加油。
因为要过两次国界才能到达美国的其他地方，所以有些人称之为“美国最好的封闭式社区”。居民享有低犯罪率的代价是生活十分不便。没有医院、药剂师、兽医，而且由于美国的医疗保险往往不报销在加拿大的医疗费用，罗伯茨角的居民通常在美国华盛顿州贝灵厄姆就医，尽管加拿大温哥华离罗伯茨角更近。

## 气候
尽管罗伯茨角的纬度接近北纬49°，但它属于海洋性气候，尽管海洋性气候地区的冬天在相同温度下体感温度往往更冷，比如“温哥华-西雅图-波特兰轴”。罗伯茨角位于温哥华岛、大温哥华地区的山脉、喀斯喀特山脉（包括贝克山）之间的盆地内。这一地区的小气候使罗伯茨角成为了太平洋西北地区气候最温和区域。罗伯茨角年降水量约1000毫米（40英寸）。与临近地区相比，罗伯茨角拥有更多的晴天和更温和的气候，而北边邻近的地区则要冷得多一些。罗伯茨角年均降雪量为213.36毫米（全美年均降雪量为655.32毫米），1月平均气温为2.1℃（全美1月平均气温为-5.2℃）。虽然降雨量低于美国平均水平，但降雨天数较多，年均146天。舒适指数相当高。
| 華盛頓州罗伯茨角    | 華盛頓州罗伯茨角 | 華盛頓州罗伯茨角 | 華盛頓州罗伯茨角 | 華盛頓州罗伯茨角 | 華盛頓州罗伯茨角 | 華盛頓州罗伯茨角 | 華盛頓州罗伯茨角 | 華盛頓州罗伯茨角 | 華盛頓州罗伯茨角 | 華盛頓州罗伯茨角 | 華盛頓州罗伯茨角 | 華盛頓州罗伯茨角 | 華盛頓州罗伯茨角 |
| 月份                | 1月              | 2月              | 3月              | 4月              | 5月              | 6月              | 7月              | 8月              | 9月              | 10月             | 11月             | 12月             | 全年             |
| ------------------- | ---------------- | ---------------- | ---------------- | ---------------- | ---------------- | ---------------- | ---------------- | ---------------- | ---------------- | ---------------- | ---------------- | ---------------- | ---------------- |
| 历史最高温 °F（°C） | 61 (16)          | 68 (20)          | 72 (22)          | 80 (27)          | 85 (29)          | 92 (33)          | 95 (35)          | 92 (33)          | 86 (30)          | 78 (26)          | 65 (18)          | 62 (17)          | 95 (35)          |
| 平均高温 °F（°C）   | 45.3 (7.4)       | 48.3 (9.1)       | 52.4 (11.3)      | 57.3 (14.1)      | 63.0 (17.2)      | 67.6 (19.8)      | 71.6 (22.0)      | 71.7 (22.1)      | 66.8 (19.3)      | 57.7 (14.3)      | 49.5 (9.7)       | 44.2 (6.8)       | 58.0 (14.4)      |
| 平均低温 °F（°C）   | 34.5 (1.4)       | 35.0 (1.7)       | 38.0 (3.3)       | 41.4 (5.2)       | 46.3 (7.9)       | 50.8 (10.4)      | 53.6 (12.0)      | 53.4 (11.9)      | 49.0 (9.4)       | 43.4 (6.3)       | 38.2 (3.4)       | 33.7 (0.9)       | 43.1 (6.2)       |
| 历史最低温 °F（°C） | −1 (−18)         | −1 (−18)         | 11 (−12)         | 22 (−6)          | 26 (−3)          | 35 (2)           | 37 (3)           | 37 (3)           | 28 (−2)          | 19 (−7)          | 6 (−14)          | −1 (−18)         | −1 (−18)         |
| 平均降水量 （mm）   | 4.98 (126)       | 3.40 (86)        | 3.41 (87)        | 2.43 (62)        | 2.02 (51)        | 1.72 (44)        | 1.22 (31)        | 1.39 (35)        | 1.85 (47)        | 3.65 (93)        | 6.01 (153)       | 5.90 (150)       | 37.98 (965)      |
| 平均降雪量 （cm）   | 2.5 (6.4)        | 1.5 (3.8)        | 0.6 (1.5)        | 0 (0)            | 0 (0)            | 0 (0)            | 0 (0)            | 0 (0)            | 0 (0)            | 0.1 (0.25)       | 0.7 (1.8)        | 3.0 (7.6)        | 8.4 (21)         |
| 来源1：             |                  |                  |                  |                  |                  |                  |                  |                  |                  |                  |                  |                  |                  |
| 来源2：             |                  |                  |                  |                  |                  |                  |                  |                  |                  |                  |                  |                  |                  |

## 地质

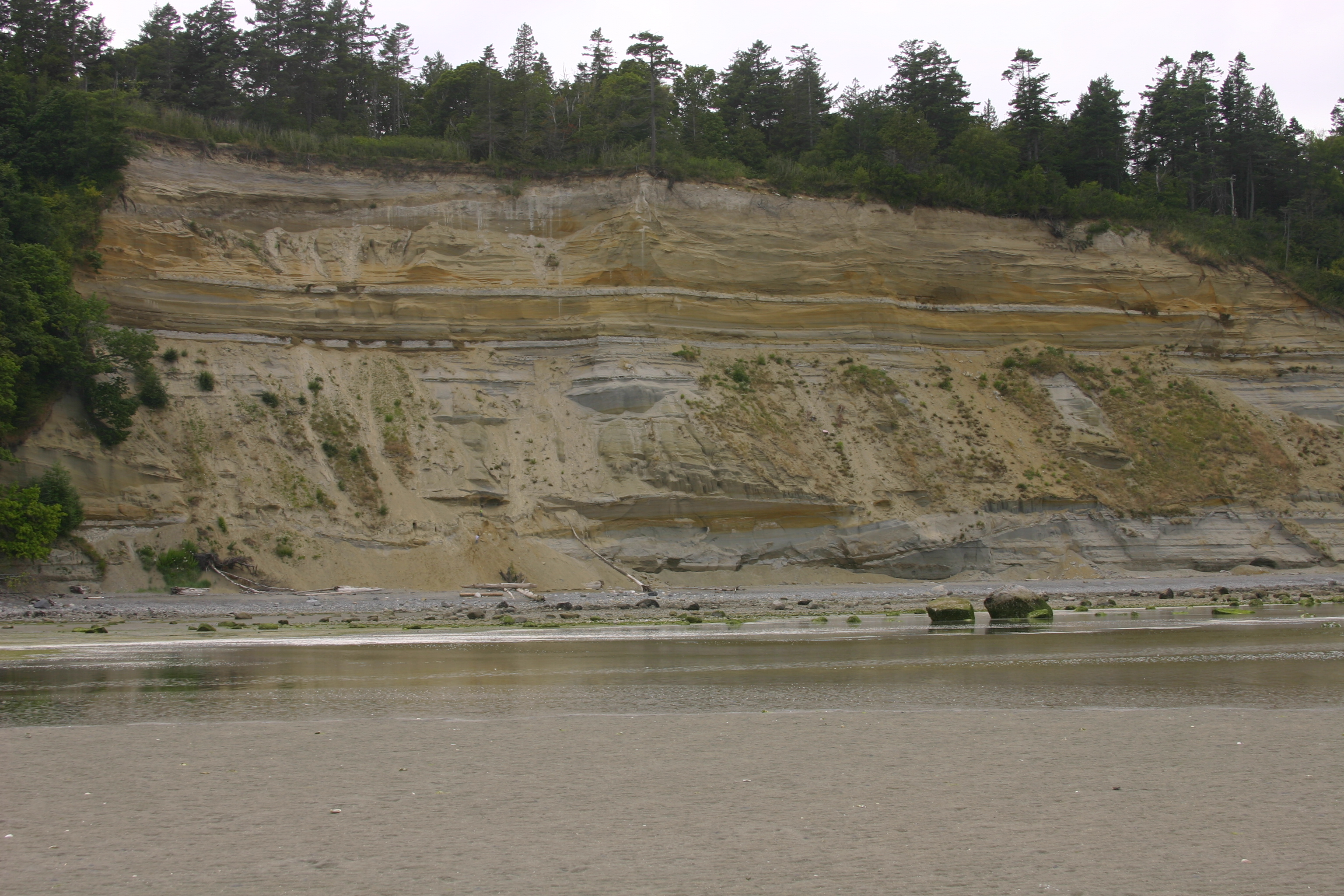
莉莉角（Lily Point）东面的山崖

罗伯茨角地下，属于楚卡努特地层组（Chuckanut Formation）的基岩沉积为冲积平原，包含由淤泥、沙子、砾石以及泥炭组成的沉积层。在过去的6000万年里，由于大陆漂移的造山作用，沉积物被压实并产生褶皱，形成由粉砂岩、砂岩、砾岩和煤组成的地层。在最近的地质运动中，楚卡努特地层组至少四次被冰川覆盖。
罗伯茨角由一系列在楚卡努特地层组（Chuckanut Formation）形成的冰川沉积物组成。最下面的冰川沉积物（今海平面附近）来自Salmon Springs或更早的冰川。在末次冰盛期，北美洲冰盖曾延加拿大太平洋海岸山脉大幅南移，到达了温哥华岛和乔治亚海峡，厚度超过7000英尺（2133.6米）。曾有一片超过5000英尺厚的大陆冰川小裂片曾借助弗雷泽河洪水向下游移动，与横跨加拿大大温哥华地区、美国华盛顿州霍特科姆县、美国华盛顿州斯卡吉特县的大冰川合并。合并的大陆冰原继续向南移动，最终到达美国华盛顿州奇黑利斯市。透水性较差的Vashon冰川沉积物（估计厚度约为40英尺），也在这次距今约10000年前冰川南移中随冰川南移而沉积。(引自Armstrong等人1965年的研究成果)。
当冰川融化时，较薄的弗雷泽冰山开始漂浮（Fraser Lobe），在乔治亚海峡形成一个堰塞湖。冰川沉积物随融化的浮冰在美国华盛顿州霍特科姆县西部海底形成了至少300英尺厚的冰川沉积物。这一片冰川沉积物十分松软，没有因冰川的重量而变得密实。在罗伯茨角也发现了不连续的由这次冰期形成冰川沉积物。最上层的冰川沉积物是由沙子、淤泥和砾石组成的，它们是在乔治亚海峡上的冰川消融时沉积下来的。自从冰川退去以来，弗雷泽河将冰川沉积物带到了罗伯茨-萨瓦森岛（Point Roberts-Tsawwassen Island）的北部和东部，使之在约2500年前与大温哥华大陆相连（历史上罗伯茨角曾是一个名为“罗伯茨-萨瓦森岛”的岛屿，而不是现在的半岛）。

## 公园与景点
以下公园及景点位于罗伯茨角境内
- 枫树海滩（東北）
- 纪念碑公园（Monument Park）(西北)
- 灯塔海滨公园（Lighthouse Marine Park）(西南)
- Point Roberts Skate Park (中心-開放地方)
- 莉莉角海滨保护区（Lily Point Marine Reserve） (東南)
- Cascadia Marine Trail (南和東)

## 下辖社区
- South Beach Estates (beach rights)
- Bells Grove
- Crystal Waters
- 自由人海滩（Freeman Beach）
- 莉莉角（Lily Point）
- 枫树海滩
- Waters Plat
- Ocean View Estates
- Seabright Farm Cottages

## 通信

### 固定电话和移动通信
1988年之前，罗伯茨角使用不列颠哥伦比亚电信公司（当时是加拿大不列颠哥伦比亚省区域性垄断电信企业，现已并入“研科”）提供的电信服务，区号为加拿大电话区号604。其交换局位于加拿大三角洲地方行政区，这就使得罗伯茨角与美国其它地区的通话需支付国际长途费。
1988年，美国为罗伯茨角分配了美国电话区号206，由945号交换局（exchange 945）提供交换服务。
1995年，罗伯茨角随所在的霍特科姆县将区号改为360。 
目前，美国惠德比电信 （Whidbey Telecom）在罗伯茨角提供电信服务。
有多家来自美国和加拿大的移动通信运营商在罗伯茨角提供移动通信服务。

### 电视
罗伯茨角仅可收到来自美国华盛顿州贝灵厄姆和加拿大大温地区的地面电视信号。有线电视服务由加拿大的Delta Cable（Canadian cable company EastLink的子公司）。Delta Cable同时提供加拿大和美国的电视节目。美国用户报装Delta Cable的有线电视后不能收看未在美国获得执照的加拿大电视节目。

### 互联网接入
美国的“惠德比电信”和加拿大的Delta Cable均向罗伯茨角用户提供互联网接入服务。

## 知名居民

### 现居民
- 格伦·汉隆（英语：Glen Hanlon）, 原国家冰球联盟守门员、冰球教练。[25]
- 迈克尔·S·麦克莱恩（英语：Michael S. McLean），艾美奖获得者，前好莱坞导演、编剧、制片人。[26]
- 罗斯·道格拉斯（英语：Ross Douglas），美国作曲家、音乐人、演员。[27]

### 前居民
- 帕维尔·布雷（英语：Pavel Bure），原国家冰球联盟前锋。
- 羅格·費雪（英语：Roger Fisher (guitarist)），搖滾樂隊紅心樂團及其前身的創始吉他手（於1979年退出）
- 玛格丽特·劳伦斯，加拿大作家。[28]
- 科庫塔·曼內（英语：Kekuta Manneh）, 甘比亞裔新英格蘭革命足球員[29]
- 亚历山大·莫吉里尼（英语：Alexander Mogilny），原国家冰球联盟前锋。
- 大卫·诺尼斯（英语：Dave Nonis），原国家冰球联盟多伦多枫叶队总经理。
- 凯缇·萨克霍夫，美国女演员。出演的电视剧《太空堡垒卡拉狄加》在加拿大温哥华拍摄期间曾在罗伯茨角居住。
- 约翰·托托雷拉（英语：John Tortorella），曾任国家冰球联盟哥伦布蓝衣队教练、温哥华加人队教练。[30]
- 南希·威尔森，吉他手、摇滚歌手。1974年加入红心乐团。创作红心乐团的首张专辑《梦中人安妮》时在罗伯茨角居住，该专辑1975年于加拿大不列颠哥伦比亚省温哥华发布。